# Форкальюш
Форкальюш (порт. Forcalhos)  —  район (фрегезия) в Португалии,  входит в округ Гуарда. Является составной частью муниципалитета  Сабугал. По старому административному делению входил в провинцию Бейра-Алта. Входит в экономико-статистический  субрегион Бейра-Интериор-Норте, который входит в Центральный регион. Население составляет 108 человек на 2001 год. Занимает площадь 18,39 км².
Покровителем района считается Мария Магдалина (порт. Santa Maria Madalena). 